# Кошицки Кљеченов
Кошицки Кљеченов (слч. Košický Klečenov) насељено је мјесто са административним статусом сеоске општине (слч. obec) у округу Кошице-околина, у Кошичком крају, Словачка Република.

## Становништво
| Година:    | 1994. | 2004.    | 2014.   | 2024.    |
| ---------- | ----- | -------- | ------- | -------- |
| Број људи: | 222   | 267      | 280     | 309      |
| Разлика:   |       | +20,27 % | +4,86 % | +10,35 % |

| Година:    | 2023. | 2024.   |
| ---------- | ----- | ------- |
| Број људи: | 311   | 309     |
| Разлика:   |       | -0,64 % |

Према подацима о броју становника из 2011. године насеље је имало 275 становника.